# Federação Bíblica Católica
A Federação Bíblica Católica (FBC) é uma "irmandade" mundial de associações bíblicas católicas administrativamente independentes e outras organizações comprometidas com os ministérios bíblico-pastorais em 126 países. Ela existe principalmente para promover e coordenar o trabalho de tradução, produção e divulgação de Bíblias entre leigos católicos para fins devocionais. 
A Federação também incentiva a formação de pequenos grupos de estudo para leitura da Bíblia, bem como a criação de ferramentas educacionais para uso nesses ambientes. Organizada pela primeira vez sob o nome de Federação Católica Mundial para o Apostolado Bíblico em 1969, a Federação abreviou seu nome em 1990 na quarta Assembléia Plenária realizada na Colômbia. Com o apoio do cardeal Augustino Bea, seu estabelecimento foi possibilitado por várias disposições relativas ao acesso leigo às Bíblias contidas nos documentos do Concílio Vaticano II, especialmente o Dei verbum.
Esse documento pedia "acesso fácil" à Bíblia para "todos os fiéis cristãos" e abriu caminho para a cooperação com as Sociedades Bíblicas Unidas Protestantes, particularmente no trabalho de tradução. Em 1972, a Federação mudou sua sede de Roma para Stuttgart e, em 1986, começou a publicar o Boletim trimestral DEI VERBUM . Em 2009, o Secretariado-Geral foi transferido de Stuttgart para Sankt Ottilien, na Alemanha. 
A cada seis anos, a Federação realiza uma Assembléia Plenária. A primeira foi realizada na Áustria em 1972 e a mais recente de 19 a 23 de junho de 2015 em Nemi. Em 1985, a Federação adotou sua Constituição, aprovada por Roma, de acordo com as normas do Direito Canônico. A Constituição foi revisada para sua forma atual na quinta Assembléia Plenária realizada em Hong Kong em 1996 e aprovada por Roma no ano seguinte. A última revisão foi votada durante a Assembléia Plenária de Nemi. 
A Assembléia Plenária é a mais alta autoridade de tomada de decisão da Federação e é presidida pelo Secretário Geral e um Comitê Executivo. O Secretário Geral é eleito pelo Comitê Executivo para um mandato renovável de seis anos. O Comitê Executivo é composto por três membros ex officio, incluindo o Secretário Geral, além de seis membros votantes. Desse último grupo, os membros são selecionados de cada uma das quatro sub-regiões da Federação: África, Américas, Ásia / Oceania e Europa / Oriente Médio. Jan J. Stefanów SVD é Secretário Geral desde janeiro de 2014. A nomeação do cardeal Luis Antonio Tagle, de Manila, como presidente, foi confirmada pelo Vaticano em 5 de março de 2015. 